# Nava

Обучающая онлайн программа по технологии NAVA

NAVA (сокр. от Neurally Adjusted Ventilatory Assist) — нейро-контролируемая респираторная поддержка (NAVA) — новая методика механической вентиляции легких (искусственная вентиляция легких, сокращенно ИВЛ), основанная на фиксации нервных импульсов, идущих от дыхательного центра головного мозга по диафрагмальному нерву к диафрагме.
Технология была разработана медицинской компанией MAQUET в 2007 году.

В настоящий момент технология является прорывной в плане обеспечения синхронизации пациента с аппаратом ИВЛ. В то время когда традиционные аппараты искусственной вентиляции легких (ИВЛ) улавливают попытку пациента вдохнуть либо по изменению давления в дыхательных путях, либо за счет отклонения потока, аппарат ИВЛ SERVO-i компании MAQUET, оснащенный опцией NAVA, фиксирует попытку пациента вдохнуть гораздо раньше — на этапе прохождения нервного импульса от дыхательного центра головного мозга по диафрагмальному нерву к диафрагме. Это, по заявлениям производителя, позволяет вывести на новый уровень синхронизацию пациента с аппаратом ИВЛ и избежать гиперинфляции, авто-ПДКВ (положительное давление конца выдоха) и вторичных проблем с триггером, что нередко встречается при использовании традиционных аппаратов ИВЛ.
Технология респираторной поддержки NAVA заключается в фиксации электрической активности диафрагмы (Edi) высокочувствительным датчиком, введенным в пищевод. Благодаря тому, что аппарат ИВЛ и диафрагма получают фактически один и тот же сигнал от дыхательного центра продолговатого мозга, синхронизация идеальна. Высокочувствительный датчик имеет в своем составе электроды для фиксации сигнала (фиксируется в области кардии), а также выполняет функцию назогастрального зонда для энтерального питания. Датчик фиксирует не только сам факт инспираторного импульса (запускающего акт вдоха), но также и определяет уровень этого сигнала, позволяя аппарату ИВЛ определять объём респираторной поддержи (объём вдоха).